# 上甲宣之
上甲 宣之（じょうこう のぶゆき、1974年10月2日 - ）は、大阪府出身の作家。元ホテルマン。立命館大学文学部卒業。

## 人物
2004年、第1回『このミステリーがすごい!』大賞で、最終選考に残る。受賞には至らなかったものの、インターネット読者投票2位を獲得した事や内容が評価され、隠し玉（編集部推薦）としてデビュー。同作は『エクスクロス 魔境伝説』のタイトルで、映画化された。
新阪急ホテルに勤務していた。

## 著書

### 単行本

#### しより&愛子シリーズ
- そのケータイはXX（エクスクロス）で（2003年5月 宝島社 / 2004年5月 宝島社文庫）
- 地獄のババぬき（2005年1月 宝島社 / 2006年11月 宝島社文庫）
- コスプレ幽霊 紅蓮女（2006年5月 宝島社 / 2008年1月 宝島社文庫） - しよりと愛子は登場しないがリンクしている部分があり、「そのケータイはXXで」の8ヶ月後の後日談がある
- XX（エクスクロス）ゼロ 呪催眠カーズ（2007年10月 宝島社文庫） - 西園寺レイカが主役の外伝。時期的には「そのケータイはXXで」より半年前

#### JC科学捜査官雛菊こまりシリーズ
- JC科学捜査官 雛菊こまりとひとりかくれんぼ殺人事件（2014年5月、宝島社）
- JC科学捜査官 雛菊こまりとくねくね殺人事件 （2015年6月、宝島社）

#### その他
- ジュリエットX（エクス）プレス（2006年9月 角川書店 / 2008年5月 角川文庫）
- Xサバイヴ―都市伝説ゲーム（2009年10月 角川書店）
- Xサバイヴ2―都市伝説ゲーム（2009年10月 角川書店）
- 脱出迷路（2010年9月 幻冬舎）
- 脱出迷路―呪い二日目（2010年11月 幻冬舎）
- 脱出迷路―呪い最終日（2011年1月 幻冬舎）

### アンソロジー
「」内が上甲宣之の作品
- 『このミステリーがすごい!』大賞10周年記念 10分間ミステリー（2012年2月 宝島社文庫）「防犯心理テスト」

## 映像化作品

### 映画
- エクスクロス 魔境伝説（2007年12月1日公開、配給：東映、監督：深作健太、主演：松下奈緒、原作：そのケータイはXXで）

### テレビドラマ
- コスプレ幽霊 紅蓮女（2008年1月11日-3月28日、全12話、テレビ東京系「ドラマ24」で放送、主演：高部あい）

### バラエティー
- 超再現!ミステリー（2012年6月12日、日本テレビ、原作：防犯心理テスト）